# Скарятин, Григорий Яковлевич
Григорий Яковлевич Скарятин (1 (13) января 1808 — 9 (21) июля 1849) — генерал-майор русской императорской армии, погибший во время Венгерской кампании 1848—1849 годов.

## Биография
Сын участника заговора против императора Павла I, орловского помещика Якова Фёдоровича Скарятина (1780—1850) от его брака с княжной Натальей Григорьевной Щербатовой (1790—1857). Родился в Москве, крещен 13 января 1808 года в церкви Бориса и Глеба на Поварской при восприемстве И. В. Скарятина и тетки М. Ф. Хозиковой.
В военную службу вступил 12 апреля 1825 года в Нарвский драгунский полк. Здесь же служил и его старший брат Фёдор. После восстания декабристов Ф. Ф. Вадковский указал, что Скарятин знал о существовании тайного общества и из Петербурга было послано требование корпусному командиру, их дяде, князю А. Г. Щербатову о присылке «юнкера Скарятина». Не зная, который из двух требуется, Щербатов выслал обоих. Скарятиных 31 декабря 1825 года поместили на гауптвахту Кавалергардского полка. Оказалось, что членами тайных обществ оба брата не были и не могли быть, поскольку юнкеров привлекать не дозволялось. По высочайшему повелению Григорий был переведён юнкером в Кавалергардский полк.
В 1828 году, 25 марта, произведён в корнеты и в 1833 году был уже штабс-ротмистром. С 6 декабря 1838 года — флигель-адъютант. В 1842 году получил чин полковника.
В конце 1848 года командовавший австрийскими войсками в Трансильвании генерал Пухнер, не имевший надежды получить поддержку из Вены против восставших венгров, обратился за помощью к командиру русского корпуса, занимавшего Дунайские княжества, генералу Лидерсу. С разрешения императора Николая I в январе 1849 года два небольших отряда генерал-майора Энгельгардта (3 батальона, 2 сотни и 8 орудий) и полковника Скарятина (4 батальона, 5 сотен и 8 орудий) вступили в Трансильванию и заняли Кронштадт и Германштадт. Появление отряда Скарятина у Германштадта 23 января заставило Бема прекратить преследование теснимых им австрийцев и отступить к реке Марош. В феврале Бем сосредоточил свои силы у города Медиаша, где и был атакован Пухнером. Отойдя от Медиаша, Бем искусным манёвром обошёл австрийцев и 27 февраля обрушился на отряд Скарятина недалеко от Германштадта. Предоставленный собственным силам, Скарятин вынужден был отойти к границе Валахии. За этот поход он 30 марта 1849 года был произведён в генерал-майоры.
После вступления в Трансильванию всего 5-го пехотного корпуса генерала Лидерса, Скарятин вошёл к нему в подчинение и участвовал в ряде сражений. В сражении при Шесбурге 9 (21) июля 1849 года Скарятин был убит.

По словам Д. Фикельмон, у Скарятина было лицо красивое, а во взгляде некая кротость и меланхолия, характер же его был совершенным, все, что есть на свете самого честного, благородного, наилучшего, сосредоточено было в нем. О его смерти она писала сестре:
Я только что узнала, что ты и я потеряли один из предметов нашей самой нежной привязанности. Григорий Скарятин умер, как герой... Увы, ужас войны чувствуется тогда, когда ты потеряла кого-нибудь, кто тебе дорог.

## Награды
Среди прочих наград Скарятин имел ордена:
- Орден Святой Анны 3-й степени (1835 год)
- Орден Святого Владимира 4-й степени (1839 год)
- Прусский орден Красного орла 3-й степени (1839 год)
- прусский орден Святого Иоанна Иерусалимского (1840 год)
- Датский орден Данеброга (командорский крест) (1843 год)